# Herb gminy Przasnysz
Herb gminy Przasnysz – symbol gminy Przasnysz.

## Wygląd i symbolika
Herb przedstawia na tarczy pięciopolowej w polu pierwszym srebrną podkowę zwieńczoną złotym krzyżem ze srebrną strzałą na niebieskim tle, w polu drugim czerwonym srebrnego łabędzia z uniesionymi skrzydłami, w polu trzecim złotego lwa ze złotym pierścieniem, wystającego zza czerwonego muru na niebieskim tle, pole czwarte identyczne jak pierwsze, natomiast w polu centralnym mur blankowany z trzema czerwonymi wieżami. Herb nawiązuje do symbolów rodów szlacheckich zamieszkujących niegdyś terytorium gminy (kolejno: Narzymskich herbu Dołęga, Karwackich herbu Łabędź, Bogackich herbu Prawdzic i Lasockich herbu Dołęga), natomiast tarcza środkowa to herb Przasnysza.